# Torremocha del Campo
Torremocha del Campo ist ein Ort und eine Gemeinde (municipio) mit 184 Einwohnern (Stand: 2024) im Südwesten der Provinz Guadalajara in der Autonomen Gemeinschaft Kastilien-La Mancha. Neben dem Hauptort Torremocha del Campo gehören die Ortschaften La Fuensaviñán, Laranueva, Navalpotro, Renales, Torrecuadrada de los Valles und La Torresaviñán zur Gemeinde.

## Lage und Klima
Torremocha del Campo liegt in einer Höhe von ca. 1085 m in der Kulturlandschaft der Serranía. Die Entfernung zur südwestlich gelegenen Provinzhauptstadt Guadalajara beträgt ca. 48 Kilometer (Fahrtstrecke). Durch die Gemeinde führt die Autovía A-2. Das Klima ist gemäßigt bis warm; Regen (533 mm/Jahr) fällt übers Jahr verteilt.

## Bevölkerungsentwicklung
| Jahr      | 1970 | 1981 | 1991 | 2001 | 2011 | 2021 |
| Einwohner | 1005 | 458  | 409  | 277  | 241  | 175  |

## Sehenswürdigkeiten
- Burgruine von Torresaviñán
- Michaeliskirche in Torremocha del Campo
- Kirche Mariä Himmelfahrt in La Fuensaviñán
- Magdalenenkirche in Laranueva
- Kirche Mariä Himmelfahrt in Torrecuadrada de los Valles
- Marienkapelle in Torrecuadrada de los Valles

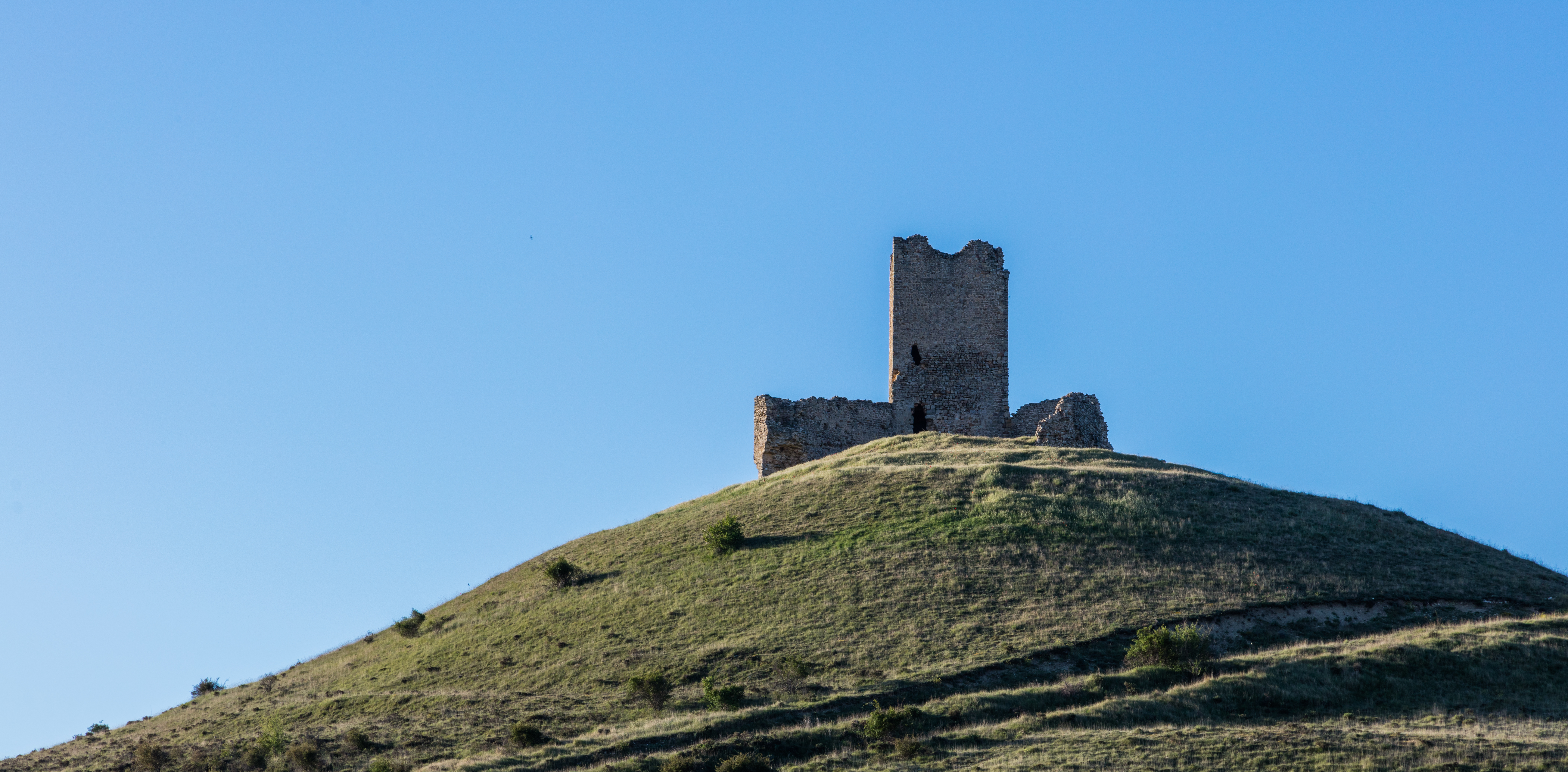
Burgruine
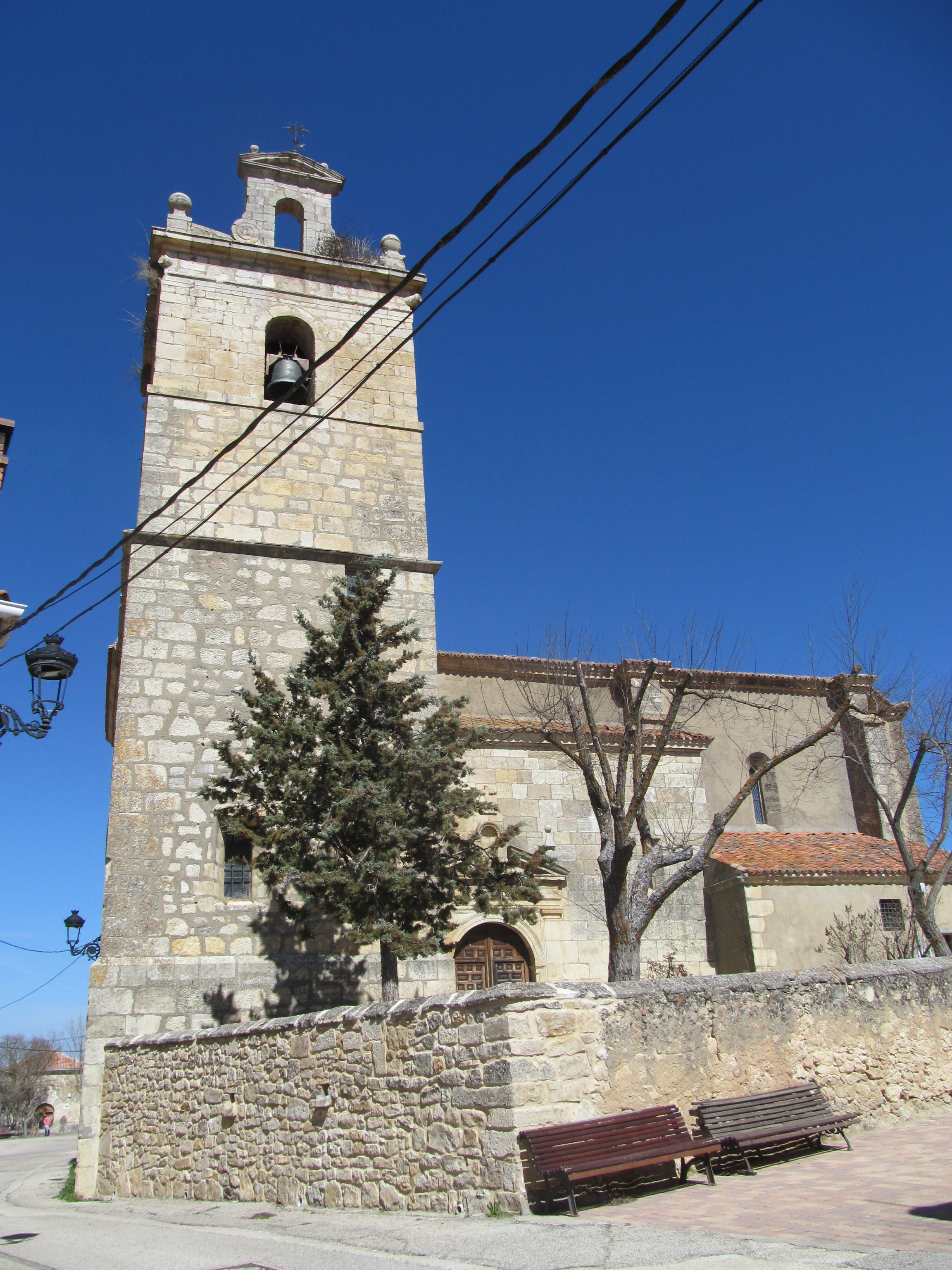
Michaeliskirche
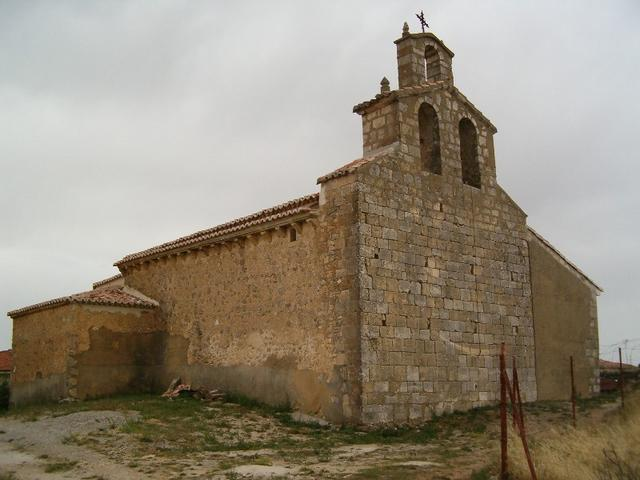
Kirche Mariä Himmelfahrt
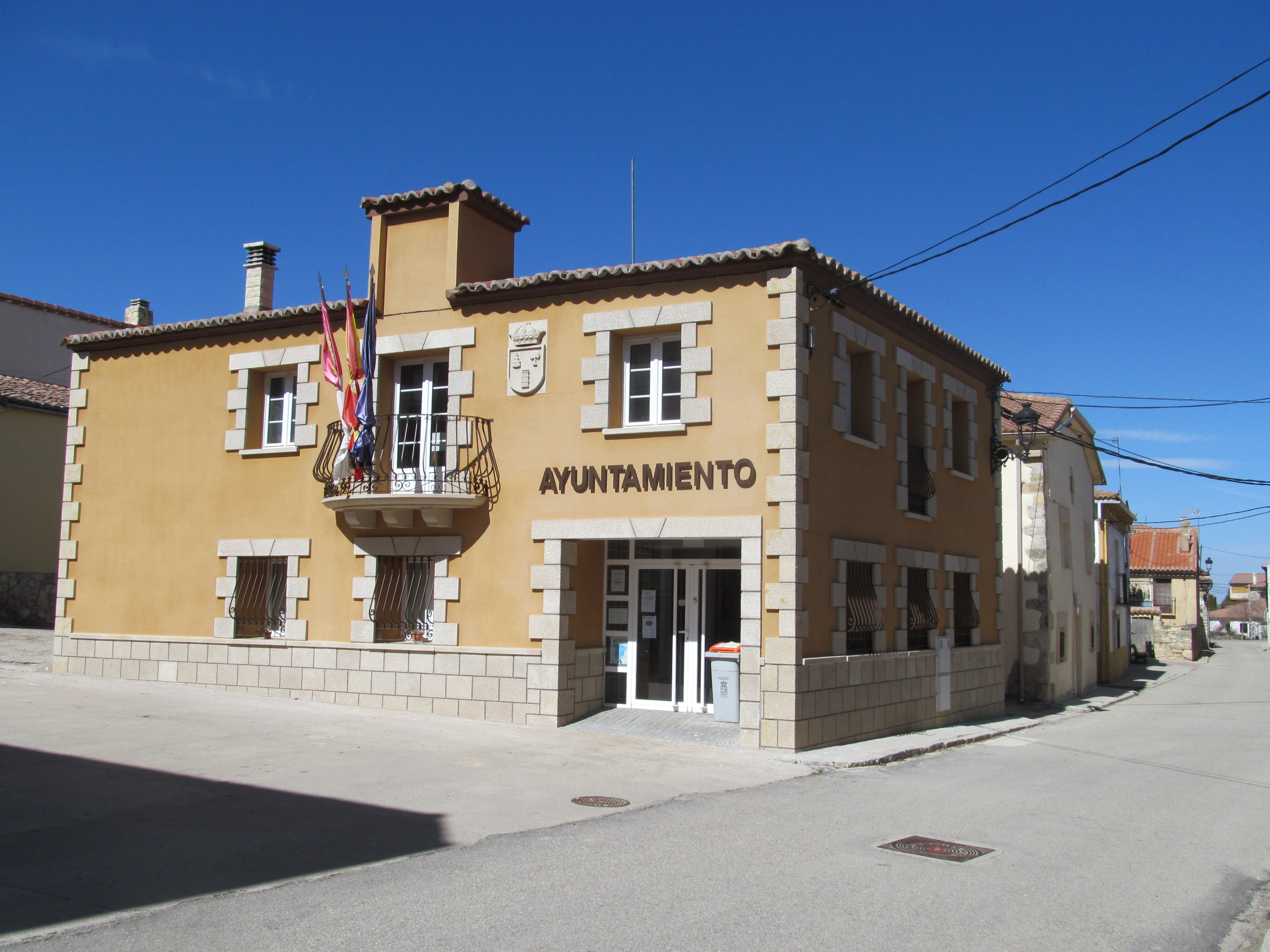
Rathaus